# José María Castellet
José María Castellet Díaz de Cossío (Barcelona, 15 de diciembre de 1926-Barcelona, 9 de enero de 2014) fue un escritor, crítico literario y editor español. 
Castellet tuvo un papel destacado en la vida cultural catalana y española de la segunda mitad del siglo XX. Fue director literario de Edicions 62 (1964-1996) y, posteriormente, presidente de Grup 62. Fue fundador y primer presidente de la Asociación de Escritores en Lengua Catalana, miembro del consejo directivo de la Comunità europea degli scrittori, jurado del Premio Internacional de Literatura y Decano de la Institución de las Letras Catalanas. 

## Trayectoria
Formado como crítico literario en revistas universitarias, destacan su activa participación en el consejo de redacción de la revista Laye (1950-1954), con una posición crítica sobre la literatura española del momento, y la publicación de una primera recopilación de artículos: Notas sobre literatura española contemporánea (1955). La voluntad renovadora y la descubierta de la crítica literaria europea del grupo de Laye lo llevará a escribir La hora del lector (1957). 
El interés por dar a conocer al grupo de jóvenes poetas que han empezado a publicar en Laye (Carlos Barral, Jaime Gil de Biedma y José Agustín Goytisolo) culminará en la polémica antología Veinte años de poesía española (1960), que postula el realismo histórico. Diez años más tarde una nueva antología, (Nueve novísimos poetas españoles (1970), marcará el cambio de las nuevas tendencias poéticas después del realismo. 
En 1963 publica Poesia catalana del segle XX (1963) en colaboración con Joaquim Molas, que asume los preceptos del realismo histórico, que más adelante desarrolla teóricamente en Poesia, realisme, història (1965). La producción crítica de esta etapa se centra en dos libros importantes: la lectura estructuralista de la poesía espriuana –Iniciació a la poesia de Salvador Espriu (1971)– y el análisis de la riqueza narrativa de la obra planiana: Josep Pla o la raó narrativa (1978). En Per un debat sobre la cultura a Catalunya (1983) articula una reflexión sobre el papel de la cultura en la nueva situación democrática y el marco autonómico catalán. 
La última etapa, centrada en la literatura memorialística —e iniciada con la redacción de un diario que no publicará hasta el 2007: Dietari de 1973—,  arranca con fuerza con Els escenaris de la memòria (1988), con el que inaugura, a través del retrato literario, la aproximación a la propia autobiografía y que continúa en Seductors, il·lustrats i visionaris (2009) y Memòries confidencials d’un editor. Tres escriptors amics.(2012).

## Obra
- Notas sobre literatura española contemporánea, Laye, Barcelona, 1955.
- La hora del lector, Seix Barral, Barcelona, 1957 (Trad. italiana: Einaudi, Torino, 1957).
- La evolución espiritual de E. Hemingway, Taurus, Madrid, 1958.
- Veinte años de poesía española, Seix Barral, Barcelona, 3a ed., 1962. (Trad. italiana: Feltrinelli, Torino, 1962).
- Poesia catalana del segle XX, Edicions 62, Barcelona, 1963. 5a ed., 1980. (En colaboración con J. Molas).
- Poesia, realisme, història, Edicions 62, Barcelona, 1965.
- Lectura de Marcuse, Edicions 62, Barcelona, 1969. Ed. original en catalán; versión castellana: Seix Barral, Barcelona, Reimpresión 1971).
- Ocho siglos de poesía catalana, Alianza Editorial, Madrid, 1969. (Antología bilingüe, en colaboración con J. Molas) Nueva edición 1976.
- Nueve novísimos poetas españoles, Barral Editores, Barcelona, 1970. (Trad. italiana: Einaudi, Turín, 1976).
- Iniciación a la poesía de Salvador Espriu, Taurus, Madrid, Premio Taurus de ensayo 1970. (Edición catalana: Edicions 62, Barcelona. Nuevas ediciones: 1978, 1984).
- Qüestions de literatura, política i societat, Edicions 62, Barcelona, 1975.
- Literatura, ideología y política, Anagrama, Barcelona, 1976
- Maria Girona. Una pintura en llibertat, Edicions 62, Barcelona, 1977. (En colaboración con A.M. Moix).
- Josep Pla o la raó narrativa, Edicions Destino, Barcelona, 1978. Premio Josep Pla, 1978. (Traducción castellana: Ediciones Península, Barcelona, 1982).
- Antologia general de la poesia catalana, Edicions 62, Barcelona, 1979. (En colaboración con J. Molas).
- Per un debat sobre la cultura a Catalunya, Edicions 62, Barcelona, 1983.
- Generation von 27. Gedichte, Suhrkamp Verlag, Frankfurt am Main. (En colaboración con P. Gimferrer), 1984.
- La cultura y las culturas, Argos Vergara, Barcelona, 1985.
- L’hora del lector. Seguido de Poesia, realisme, història, Edicions 62, Barcelona, 1987.
- «Memòries poc formals d’un editor literari», dentro de Edicions 62. Vint-i-cinc anys (1962-1987), Edicions 62, Barcelona, 1987. Edición novenal.
- Els escenaris de la memòria. Edicions 62, Barcelona, 1988. Nuevas ediciones 1995, 2009; y en castellano: Los escenarios de la memoria, Anagrama, Barcelona, 1988.
- La hora del lector. (Edición crítica de Laureano Bonet), Ediciones Península, Barcelona, 2001.
- Nueve novísimos. Con un «Apéndice documental», Ediciones Península, Barcelona, 2001. Nueva edición en 2006, corregida y con un «Apéndice sentimental».
- Vuit segles de poesia catalana, Edicions 62, Barcelona. (En colaboración con J. Molas), 2005.
- Dietari de 1973. Edicions 62, Barcelona 2007.
- Seductors, il·lustrats i visionaris. Edicions 62, Barcelona, 2009. Versión castellana: Seductores, ilustrados y visionarios. Anagrama, 2009.
- Seductores, ilustrados y visionarios,  Anagrama, Barcelona, 2010.
- Memòries confidencials d'un editor. Tres escriptors amics, Edicions 62, Barcelona, 2012.

## Premios y honores
- Taurus de ensayo (1970)
- Gaziel de periodismo (1977)
- Premio Josep Pla de prosa (1977)
- Premio Cruz de San Jorge (1983)
- Joanot Martorell de narrativa (1987)
- Medalla «Procultura húngara» de la República de Hungría, 1987
- Crítica Serra d’Or (1988)
- Officier de l’Ordre National du Mérite del gobierno francés (1988)
- Lletra d’Or (1989)
- Premio Nacional de la literatura catalana (1989)
- Medalla de oro de Bellas Artes del Ministerio de Cultura (1992)
- Medalla de oro al mérito artístico del Ayuntamiento de Barcelona (1993)
- Medalla de Oro de la Generalidad de Cataluña en 2003.
- Premio Nacional de Cultura de Cataluña (A la Trayectoria Profesional y Artística) (2009)
- Crítica Serra d’Or (2010)
- Premio Nacional de las Letras Españolas[4] (2010)